# فرورده
فُرورَده (فرو+رده) (به انگلیسی: infraclass) در جانورشناسی تقسیم‌بندی پایین‌تر از زیررده است که به ندرت به کار می‌رود. خردرده پایین‌تر از فرورده قرار دارد. رتبه آرایه‌شناختی پس از آن، راسته است.
مثال برای فرورده:
- شاخه بندپایان
  - زیرشاخه سخت‌پوستان
    - رده آرواره‌پایان
      - زیررده تکوستراکا
        - فرورده مژه‌پایان